# Плопу (Горж)
Плопу (рум. Plopu) насеље је у Румунији у округу Горж у општини Хурезани. Oпштина се налази на надморској висини од 250 m.

## Становништво
Према подацима из 2002. године у насељу је живело 253 становника, од којих су сви румунске националности.